# Hans Euler (Physiker)

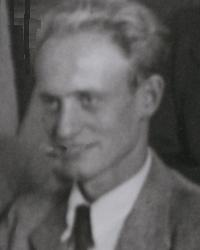
Hans Euler, 1937

Hans Heinrich Euler (* 6. Oktober 1909 in Meran; † 1941) war ein deutscher Physiker.

## Leben
Er promovierte 1935 in Leipzig bei Werner Heisenberg über das Thema Über die Streuung von Licht an Licht nach der Diracschen Theorie. Zweitgutachter war Friedrich Hund. Danach war er der Nachfolger von Carl Friedrich von Weizsäcker als Assistent von Heisenberg. Hans Euler stand den Kommunisten nahe und wurde von Heisenberg, der mit ihm in den 1930er Jahren eng zusammenarbeitete, in seinem Leipziger Institut abgeschirmt. Ivan Supek schilderte sehr gut die Stimmung während seines Aufenthaltes in Leipzig, beginnend mit der Reichspogromnacht 1938: In der Öffentlichkeit herrschte Geschrei, brannte Feuer und bestand Judenhass im Gegensatz zur abgeschirmten Gedrücktheit im Physikalischen Institut (außer Erich Bagge kein einziger Nazi), wo Supek bis 1941 arbeitete und einen guten Kontakt zu Euler, Heisenberg und Hund hatte. Der Hitler-Stalin-Pakt und zuvor 1938 Erfahrungen in einem nationalsozialistischen Trainingscamp, denen Euler sich unterziehen musste, falls er habilitieren wollte, trafen ihn schwer. Hinzu kam, dass seine jüdische Verlobte in die Schweiz fliehen musste.
Nachdem sein enger Freund, der Finne Berndt Olof Grönblom, ebenfalls ein begabter Student von Heisenberg, sich freiwillig auf finnischer Seite im sowjetisch-finnischen Krieg gemeldet hatte (er fiel Ende 1941), meldete Euler, der zuvor wegen schwacher Gesundheit nicht eingezogen worden war, sich im Zweiten Weltkrieg freiwillig zur Luftwaffe und wurde 1940/41 als Meteorologe in Aufklärungsflügen über England, Kreta und Ägypten eingesetzt. Bemühungen Heisenbergs, ihn im Uranprojekt unterzubringen, lehnte er ab. Im Juni 1941 wurde er nach einem Aufklärungsflug über dem Asowschen Meer nahe der Krim als vermisst gemeldet. Am 24. Juni 1941 hatte die He 111 der Wekusta 76 (Werknummer 3205, Kennung 5Z+FA) bei Motorschaden eine Notwasserung im Asowschen Meer 55 km südlich Melitopol gemacht und die ganze Besatzung wurde am nächsten Tag von Fischern gefangen genommen. Trotz intensiver Bemühungen von Heisenberg, der zu diesem Zweck auch den englischen Physiker P. A. M. Blackett einschaltete (der Verbindung zu den Russen hatte), erfuhr man nie Näheres über Eulers weiteres Schicksal. Heisenberg berichtet über Gespräche mit Euler in Der Teil und das Ganze.
Euler war der erste Physiker, der zeigen konnte, dass Paul Diracs Einführung des Positrons die Möglichkeit eröffnet, dass Photonen durch Elektron-Positron-Paarerzeugung miteinander streuen können, und errechnete in seiner Dissertation den Wirkungsquerschnitt für diesen Prozess. Zusammen mit Heisenberg modifizierte Euler die Lagrangedichte des elektromagnetischen Feldes in der Quantenelektrodynamik um nichtlineare Terme für die Berücksichtigung der Paarerzeugung aus dem Vakuum.

## Schriften
- Über die Streuung von Licht an Licht nach der Diracschen Theorie. In: Annalen der Physik. Band 418, 1936, S. 398–448.
- mit Bernhard Kockel: Über die Streuung von Licht an Licht nach der Diracschen Theorie. In: Naturwissenschaften. Band 23, 1935, S. 246
- mit Werner Heisenberg: Theoretische Gesichtspunkte zur Deutung der kosmischen Strahlung, Ergebnisse der exakten Naturwissenschaften, Band 17, 1938, S. 1–69
- mit Werner Heisenberg: Folgerungen aus der Diracschen Theorie des Positrons, Zeitschrift für Physik, Band 98, 1936, S. 714